# Darui Yeonin – Bobogyeongsim Ryeo
Darui Yeonin – Bobogyeongsim Ryeo (Hangul: 달의 연인 - 보보경심 려; lit. ‘Amants de la lluna - Bobogyeongsim Ryeo’; coneguda internacionalment com a Moon Lovers: Scarlet Heart Ryeo) és una sèrie de televisió de Corea del Sud basada en la novel·la xinesa Bu Bu Jing Xin. Es va emetre del 29 d'agost a l'1 de novembre de 2016 a SBS cada dilluns i dimarts a les 22:00 (KST) franja horària per a 20 episodis.